# Oxytorus antennatus
Oxytorus antennatus är en stekelart som först beskrevs av Cresson 1864.  Oxytorus antennatus ingår i släktet Oxytorus och familjen brokparasitsteklar. Inga underarter finns listade i Catalogue of Life.